# 摩訶祇利

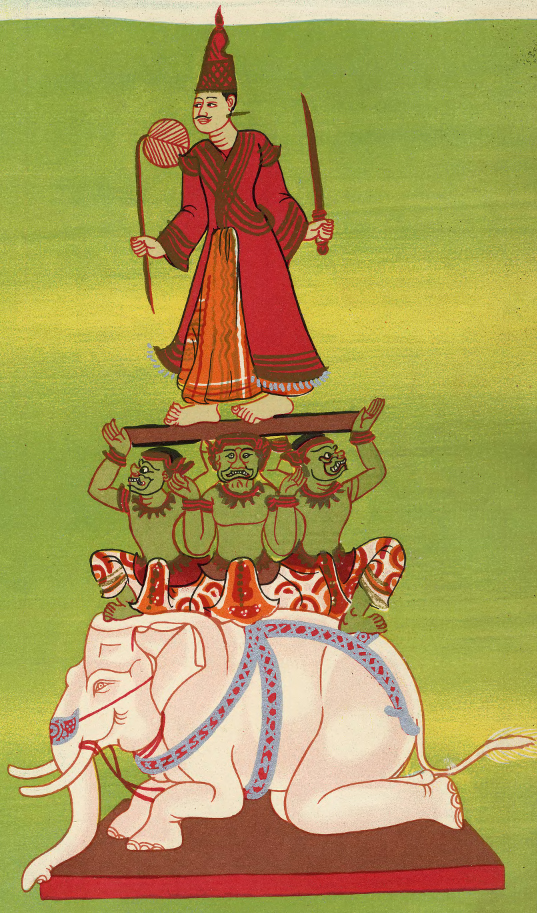
摩訶祇利

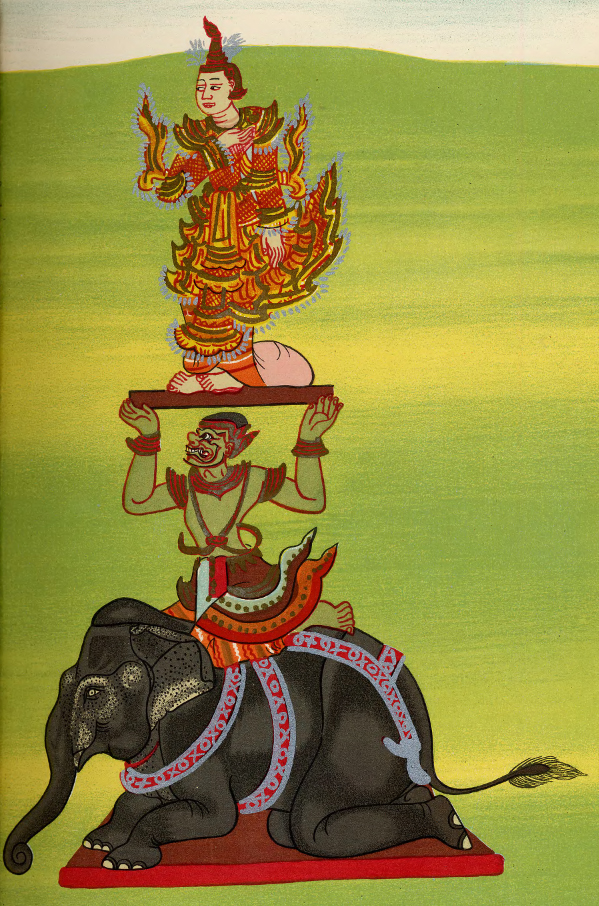
摩訶祇利之妹恩姆杜基

摩訶祇利是波巴山的緬甸神靈，摩訶祇利意為「大山」。本名牙低提（Nga Tin De），是太公國知名鐵匠牙低忉（Nga Tin Daw）之子。牙低提是知名的力士，據說曾經拔出雄象的牙齒。太公國國王聽說了這件傳聞，害怕力士牙低提會危及他的王位，命令手下去捉拿牙低提，牙低提因此躲進了密林之中。國王依然感到恐懼，他娶了牙低提的妹妹為王后，不久，他以想要賜與牙低提高級官職為藉口，讓牙低提的妹妹召回其兄。然而，牙低提回來後就被國王逮捕了，國王將他綁在一顆黃玉蘭樹上，以火刑處死他。牙低提的妹妹也跳入火中殉葬。牙低提與其妹死後成為了緬甸神靈，附在這棵樹上，作祟謀害靠近的百姓。太公國國王讓人砍斷這棵樹投入伊洛瓦底江中，殘樹沿江漂流到蒲甘。牙低提兄妹托夢蒲甘國王，向他訴苦並稱如果國王可以收留他們，他們將會守護蒲甘城。蒲甘王將殘樹分成兩半並分別雕刻上人臉，然後命人運上波巴山，牙低提就此成為了波巴山的神靈。現存蒲甘城古城門沙羅跋門可見牙低提兄妹的神龕位於門的兩側。
摩訶祇利歲祭又稱「酒節」，蒲甘王朝歷代國王均會參與，後世諸王也常到波巴山祭祀、占卜吉凶。牙低提兄妹是除緬甸天帝德賈敏（源於帝釋天）外地位最高的緬甸神靈。